# Польское токсикологическое общество
Польское токсикологическое общество (пол. Polskie Towarzystwo Toksykologiczne) — польское научное общество, основанное в 1978 году на базе Токсикологической секции Польского фармакологического общества, действующей с 1966 года и объединяющей польских токсикологов.
Согласно Уставу, целью Общества является организация и поддержка всех мероприятий, направленных на развитие научных исследований во всех областях токсикологии; объединение специалистов, работающих как в области экспериментальной, так и практической токсикологии; участие в разработке программ обучения и повышения квалификации специалистов-токсикологов; распространение научных достижений в области токсикологии и смежных наук; информирование общественности о текущих проблемах и достижениях современной токсикологии; представление национального научного токсикологического сообщества в Польше и за рубежом.
В состав Общества входят 11 региональных филиалов, объединяющих около 300 членов Общества.
Общество сотрудничает с международными токсикологическими организациями, является членом «Европейской токсикологической ассоциации» (англ. European Toxicological Association) (EUROTOX) и «Международного союза токсикологов» (англ. International Union of Toxicology) (IUTOX).
Председателем Общества является доктор медицинских наук Ireneusz P. Grudziński.
Актуальная информация о деятельности Общества публикуется на сайте www.pttoks.wum.edu.pl.